# Marc de Gouvenain
Marc de Gouvenain, né en 1947 à Paris, est un écrivain et un traducteur français.

## Biographie
Marc de Gouvenain est né dans une famille d'ancienne bourgeoisie originaire de Bourgogne, issue de Benoît de Gouvenain (1664-1732), avocat, procureur fiscal, bourgeois de Charolles, (Saône-et-Loire). *Benoît Jean de Gouvenain , était maire de Charolles en 1749. *Claude Antoine de Gouvenain (1742-1834), avocat, était fabricant de vinaigre à Dijon. *Charles Ambroise de Gouvenain (1793-1884), Saint-Cyrien (Fontainebleau-1812), était général de brigade, officier de la Légion d'Honneur. *Charles Antoine Eugène Étienne de Gouvenain (1826-1905), était ingénieur en chef des Mines. *Louis de Gouvenain (1836-1887), était archiviste.

## Carrière
Après des études secondaires au lycée Michelet de Vanves, de 1958 à 1964, Marc de Gouvenain suit des études universitaires de sciences naturelles à la faculté des sciences de Paris (certificat d'études supérieures de sciences portant sur la physique, la chimie et l'histoire naturelle - SPCN), puis de lettres à Censier où il obtient une licence d'anglais.
Il fait différents métiers (balayeur, ouvrier d'usine, professeur pour Folkuniversitetet) durant trois ans en Suède (1967-1969) puis devient professeur en Éthiopie (deux ans à la Princes Tenagne Work High School de Debre Zeit) et au Maroc (quatre ans au College Ibn Rochd, Berrechid) et revient en France en 1976, dans le Gard. Il est alors éleveur de chèvres, puis conducteur de voiture-pilote, ouvrier agricole, assistant entomologiste pour un laboratoire de recherche australien sur zone méditerranéenne, le Commonwealth Scientific and Industrial Research Organisation (CSIRO) (missions entomo-botaniques au Maroc, au Portugal, en Espagne...).
Dès 1984, il travaille comme accompagnateur de voyages sportifs lointains pour l'agence Terres d'Aventure (Yémen, Tibet, Éthiopie, Sibérie, Mongolie, Chine, Vietnam) avec des séjours de préparation en solitaire sur place dans certains de ces pays : Éthiopie, Sibérie, Yémen, Iles Salomon et est traducteur dès 1969.
De 1984 à 2009, il exerce comme directeur de plusieurs collections aux éditions Actes Sud. Éditeur responsable du « Domaine scandinave » (près de cent titres), de la série « Aventure » (récits de voyages, une centaine de titres. Série à l'origine, en 1988, appelée « Terres d'Aventure », la série « Antipodes » (littérature du Pacifique Sud, Australie, Nouvelle-Zélande...) ainsi que la série « Comprendre avant d'apprendre » et, à partir de 2006, de la série « Actes Noirs » (polars, thrillers étrangers, dans laquelle sont entre autres publiés Stieg Larsson et Camila Läckberg.
Depuis juillet 2009 il est associé dirigeant de l'agence littéraire Pontas, puis également associé de Pontas Films production. Il est producteur exécutif de Rastros de sandalo (Traces de santal) en 2014.
Marc de Gouvenain a été l'époux de Lena Grumbach, avec laquelle il a réalisé de nombreuses traductions du suédois vers le français.

## Œuvres
- Retour en Éthiopie, Actes Sud, 1990
- Un printemps en Sibérie, Actes Sud, 1991 (prix de la Guilde du Raid)
- Les trois verres de thé du Cheikh Sidi Othman (nouvelles), Actes Sud, 1996,
- Le rêve de l’ethnologue, Afat Voyages, 1997
- Passeport pour Sydney, Actes Sud, 2000 (présentation de la ville avant l’anthologie qui suit)
- La terre sous nos pieds, Actes Sud,
- S’y retrouver dans les étoiles, Actes Sud, série « Comprendre avant d'apprendre », 2004
- Le Témoin des Salomon, Au Vent des Iles, 2007

### Collaborations
- Du dinosaure au cabanon, Actes Sud, 1993 (conception, maquette et suivi éditorial)
- Théodore Monod, Majabat al-Koubra, Actes Sud, 1996
- Jean Marc Durou, Le grand rêve saharien, Actes Sud, 1997
- Gilles Maurer et Thierry Renavand, La caravane des éléphants, Actes Sud, 2003 (coordination)
- Daniel Cavaillès, Scénarios d'accidents, Actes Sud, série « Comprendre avant d'apprendre », 2004
- Jean-Marc Durou, L'exploration du Sahara, Actes Sud, 2004 (coordination ; grand livre illustré)
- Alexandre et Sonia Poussin, Africa Trek, Actes Sud, 2006 (coordination ; grand livre illustré)

## Traductions

### Traductions du suédois
- Axel Jensen (en), Epp, trad. du norvégien par Marc de Gouvenain et Carl Ove Bergman, Gallimard, 1970
- Per Olov Enquist, Hess, trad. du suédois par Marc de Gouvenain, L’Herne, 1971
- Per Olov Enquist, Le cinquième hiver du magnétiseur, trad. du suédois par M. de Gouvenain et Lena Grumbach, Flammarion, 1976
- Theodor Kallifatides, Les santons du Péloponnèse, trad. du suédois par M. de Gouvenain et Lena Grumbach, Denoël, 1977
- Kjell Hallbing (en), Tempête sur le Sonora, trad. du norvégien par Marc de Gouvenain, Librairie des Champs-Élysées, 1979
- Kjell Hallbing (en), Vengeance, trad. du norvégien par Marc de Gouvenain, Librairie des Champs-Élysées, 1979
- Kjell Hallbing (en), Le colt et l’étoile, trad. du norvégien par Marc de Gouvenain, Librairie des Champs-Élysées, 1979
- Kjell Hallbing (en), La piste des Kiowas, trad. du norvégien par Marc de Gouvenain, Librairie des Champs-Élysées, 1979
- Kjell Hallbing (en), Pour l’honneur d’un copain, trad. du norvégien par Marc de Gouvenain, Librairie des Champs-Élysées, 1979
- Kjell Hallbing (en), Dans les griffes du dragon, trad. du norvégien par Marc de Gouvenain, Librairie des Champs-Élysées, 1979
- Kjell Hallbing (en), Le marshal du diable, trad. du norvégien par Marc de Gouvenain, Librairie des Champs-Élysées, 1979
- Kjell Hallbing (en), Ku Klux Klan, trad. du norvégien par Marc de Gouvenain, Librairie des Champs-Élysées, 1979
- Kjell Hallbing (en), L’ombre de la mort, trad. du norvégien par Marc de Gouvenain, Librairie des Champs-Élysées, 1979
- P. C. Jersild, L’île des enfants, trad. du suédois par Marc de Gouvenain, Stock, 1979
- Kjell Hallbing (en), Pas de larmes pour Morgan Kane, trad. du norvégien par Marc de Gouvenain, Librairie des Champs-Élysées, 1980
- Per Olov Enquist, La cathédrale olympique, trad. du suédois par M. de Gouvenain et Lena Grumbach, Pandora, 1980
- Per Olov Enquist, Le départ des musiciens, trad. du suédois par M. de Gouvenain et Lena Grumbach, Flammarion, 1980
- Jan Myrdal (en), La route de la soie, trad. du suédois par M. de Gouvenain et Lena Grumbach, Gallimard, 1980
- Lars Gustafsson, Strindberg et l’ordinateur, trad. du suédois par Marc de Gouvenain, Presses de la Renaissance, 1981
- Per Gunnar Evander (sv), Les intrus, trad. du suédois par Marc de Gouvenain, Actes Sud, 1984
- August Strindberg, Destins et visages, trad. du suédois par M.de Gouvenain et Lena Grumbach, Flammarion, 1985
- Lars Gustafsson, Musique funèbre, trad. du suédois par Marc de Gouvenain, Presses de la Renaissance, 1985
- Per Olov Enquist, L’ange déchu, trad. du suédois par M. de Gouvenain et Lena Grumbach, Actes Sud, 1986
- Lars Gustafsson, Les trois tours de Bernard Foy, trad. du suédois par Marc de Gouvenain, Presses de la Renaissance, 1986
- Torgny Lindgren, Bethsabée, trad. du suédois par M. de Gouvenain et Lena Grumbach, Actes Sud, 1986
- Lars Gustafsson, Une odeur de laine mouillée, trad. du suédois par Marc de Gouvenain, Presses de la Renaissance, 1987
- Tove Jansson, L’honnête tricheuse, trad. du suédois par M. de Gouvenain, Actes Sud, 1987
- Göran Tunström, L’Oratorio de Noël, trad. du suédois par M. de Gouvenain et Lena Grumbach, Actes Sud, 1987
- Theodor Kallifatides, Les santons brûlés et Les santons d’Athènes, trad. du suédois par M.de Gouvenain et Lena Grumbach, Denoël, 1987
- Göran Tunström, Le voleur de Bible, trad. du suédois par M. de Gouvenain et Lena Grumbach, Actes Sud, 1988
- Lars Gustafsson, Préparatifs de fuite, trad. du suédois par Marc de Gouvenain et Görel Bjurström, Presses de la Renaissance, 1988
- Espen Haavardsholm, Le romantisme est mort, Anna, trad. du norvégien par M. de Gouvenain et Lena Grumbach, Actes Sud, 1988
- Reidar Jönsson, Ma vie de chien, trad. du suédois par M. de Gouvenain et Lena Grumbach, Actes Sud, 1988
- Per Olov Enquist, Écrits sur le sport, trad. du suédois par M. de Gouvenain et Lena Grumbach, Actes Sud, 1988
- Jan Myrdal (en), Enfance en Suède, trad. du suédois par M. de Gouvenain et Lena Grumbach, Actes Sud, 1988
- Göran Tunström, Partir en hiver, trad. du suédois par M. de Gouvenain et Lena Grumbach, Actes Sud, 1988
- Jan Myrdal (en), Un autre monde, trad. du suédois par M. de Gouvenain et Lena Grumbach, Actes Sud, 1989
- Per Olov Enquist, Le Second, trad. du suédois par M. de Gouvenain et Lena Grumbach, Actes Sud, 1989
- Torgny Lindgren, La Lumière, trad. du suédois par M. de Gouvenain et Lena Grumbach, Actes Sud, 1990
- August Strindberg, Tschandala, Une sorcière, l’Ile des bienheureux, trad. du suédois par M. de Gouvenain et Lena Grumbach, GF Flammarion, 1990
- Øystein Wingaard Wolf, La mort de Dodi Asher, trad. du norvégien par Marc de Gouvenain, Actes Sud, 1991
- Reidar Jönsson, La tombe d’un chien, trad. du suédois par M. de Gouvenain et Lena Grumbach, Actes Sud, 1991
- Selma Lagerlöf, Le merveilleux voyage de Nils Holgersson à travers la Suède, trad. du suédois par M. de Gouvenain et Lena Grumbach, Le Livre de poche, 1991
- Per Olov Enquist, La bibliothèque du capitaine Némo, trad. du suédois par M. de Gouvenain et Lena Grumbach, Actes Sud, 1992
- Torgny Lindgren, Paula ou L'éloge de la vérité, trad. du suédois par M. de Gouvenain et Lena Grumbach, Actes Sud, 1992
- Kerstin Ekman, Les Brigands de la forêt de Skule, trad. du suédois par M. de Gouvenain et Lena Grumbach, Actes Sud, 1993
- Olof Landström (sv) et Lena Landström (sv), La nouvelle casquette de Nisse, trad. du suédois par Marc de Gouvenain, Écoles des loisirs, 1993
- Olof Landström (sv) et Lena Landström (sv), Nisse à la plage, trad. du suédois par Marc de Gouvenain, Écoles des loisirs, 1993
- Göran Tunström, De planète en planète, trad. du suédois par M. de Gouvenain et Lena Grumbach, Actes Sud, 1993
- Lena Landström (sv), Madame Hippopotame, trad. du suédois par Marc de Gouvenain, Écoles des loisirs, 1994
- Tarjei Vesaas, L’arbre de santal, trad . du norvégien par Marc de Gouvenain et Lena Grumbach, Actes Sud, 1994
- Selma Lagerlöf, Le livre de Noël, trad. du suédois par M. de Gouvenain et Lena Grumbach, Actes Sud, 1994
- Kerstin Ekman, Crimes au bord de l’eau, trad. du suédois par M. de Gouvenain et Lena Grumbach, Actes Sud, 1995
- Selma Lagerlöf, Des trolls et des hommes, trad. du suédois par M. de Gouvenain et Lena Grumbach, Actes Sud, 1995
- Torgny Lindgren, Miel de bourdon, trad. du suédois par M. de Gouvenain et Lena Grumbach, Actes Sud, 1995
- Inger Edelfeldt, Le caméléon extraordinaire, trad.du suédois par M. de Gouvenain et Lena Grumbach, Actes Sud, 1996
- Per Olov Enquist, Hamsun, trad. du suédois par M. de Gouvenain et Lena Grumbach, Actes Sud, 1996
- Olof Landström (sv) et Lena Landström (sv), Bu et Bê font la fête, trad. du suédois par Marc de Gouvenain, Écoles des Loisirs, 1996
- Mare Kandre, La femme et le docteur Dreuf, trad. du suédois par M. de Gouvenain et Lena Grumbach, Actes Sud, 1996
- Selma Lagerlöf, Mårbacka, trad. du suédois par M. de Gouvenain et Lena Grumbach, Actes Sud, 1997
- Göran Tunström, Le buveur de Lune, trad.du suédois par M. de Gouvenain et Lena Grumbach, Actes Sud, 1997
- Kristine Falkenland, Le marteau et l’enclume, trad. du suédois par M. de Gouvenain et Lena Grumbach, Actes Sud, 1998
- Selma Lagerlöf, Le cocher, trad.du suédois par M. de Gouvenain et Lena Grumbach, Actes Sud, 1998
- Torgny Lindgren, Divorce, trad. du suédois par M. de Gouvenain et Lena Grumbach, Actes Sud, 1998
- Selma Lagerlöf, Le Banni, trad. du suédois par M. de Gouvenain et Lena Grumbach, Actes Sud, 1999
- Göran Tunström, Œuvres romanesques 1, trad. du suédois par M. de Gouvenain et Lena Grumbach, Thesaurus Actes Sud, 1999
- Göran Tunström, Le livre d’or des gens de Sunne, trad. du suédois par M. de Gouvenain et Lena Grumbach, Actes Sud, 1999
- Nikolaj Frobenius, Le pornographe timide, trad. du suédois par M. de Gouvenain et Lena Grumbach, Actes Sud, 2000
- Christine Falkenland, Mon ombre, trad. du suédois par M. de Gouvenain et Lena Grumbach, Actes Sud, 2000
- Per Olov Enquist, Le médecin personnel du roi, trad. du suédois par M. de Gouvenain et Lena Grumbach, Actes Sud, 2000
- Per Olov Enquist, Selma, trad. du suédois par M. de Gouvenain et Lena Grumbach, Actes Sud, 2001
- Selma Lagerlöf, Le violon du fou, trad. du suédois par M. de Gouvenain et Lena Grumbach, Actes Sud, 2001
- Torgny Lindgren, L’arbre du prince, trad. du suédois par M. de Gouvenain et Lena Grumbach, Actes Sud, 2001
- Christine Falkenland, La soif de l’âme, trad. du suédois par M. de Gouvenain et Lena Grumbach, Actes Sud, 2002
- Göran Tunström, Les saints géographes, trad. du suédois par M. de Gouvenain et Lena Grumbach, Actes Sud, 2002
- Maja Lundgren, Pompeï, trad. du suédois par M. de Gouvenain et Lena Grumbach, Actes Sud, 2002
- Kjell Espmark, Le voyage de Voltaire, trad. du suédois par M. de Gouvenain et Lena Grumbach, Actes Sud, 2003
- Selma Lagerlöf, Les liens invisibles, trad.du suédois par M.de Gouvenain et Lena Grumbach, Actes Sud, 2003
- Stieg Larsson, Les hommes qui n’aimaient pas les femmes, trad. du suédois par M. de Gouvenain et Lena Grumbach, Actes Sud, 2006
- Stieg Larsson, La fille qui rêvait d’un bidon d’essence et d’une boîte d’allumettes, trad. du suédois par M. de Gouvenain et Lena Grumbach, Actes Sud, 2006
- Stieg Larsson, La reine dans le palais des courants d’air, trad. du suédois par M. de Gouvenain et Lena Grumbach, Actes Sud, 2007
- Kerstin Ekman, Crimes au bord de l’eau, trad. du suédois par M. de Gouvenain et Lena Grumbach, Babel, 2007
- Camilla Läckberg, La princesse des glaces, trad. du suédois par M. de Gouvenain et Lena Grumbach, Actes Sud, 2008
- Per Olov Enquist, L’extradition des Baltes, trad. du suédois par M. de Gouvenain et Lena Grumbach, Actes Sud

### Traductions de l'anglais
- Fiona Capp, Surfer la nuit, trad. de l’anglais (Australie) par Marc de Gouvenain, Actes Sud, 1997
- Liam Davison, La femme blanche, trad. de l’anglais (Australie), par Marc de Gouvenain et Gail Wagman, Actes Sud, 1996
- Liam Davison, La baie des Français, trad. de l’anglais (Australie), par Marc de Gouvenain et Gail Wagman, Actes Sud, 1998
- John Wesley Powell, Les canyons du Colorado, traduction de l’anglais par Marc de Gouvenain et Gail Wagman, Actes Sud, 1995
- Alexis Wright, Le pacte du serpent arc-en-ciel, trad. de l’anglais (Australie) par Marc de Gouvenain et Sylvie Kandé, Actes Sud, 2002
- Le grand guide du Yémen, Gallimard, coll. « Bibliothèque du voyageur », 1990

## Distinctions
- Chevalier de l'ordre royal de l'Étoile polaire (Suède), le 20 octobre 2009
- Prix Halpérine-Kaminsky 1989, pour l'ensemble de ses traductions